# بیا تنگاتنگ با من برقص
« بیا تنگاتنگ با من برقص» (به انگلیسی: Get Me Bodied) تک‌آهنگی از هنرمند اهل ایالات متحده آمریکا بیانسه است که در سال ۲۰۰۷ میلادی منتشر شد. این تک‌آهنگ در آلبوم زادروز (آلبوم بیانسه) قرار داشت.